# Nuevo Progreso, Altamirano
Nuevo Progreso är en ort i Mexiko.   Den ligger i kommunen Altamirano och delstaten Chiapas, i den sydöstra delen av landet, 800 km öster om huvudstaden Mexico City. Nuevo Progreso ligger 1 029 meter över havet och antalet invånare är 153.
Terrängen runt Nuevo Progreso är kuperad åt nordväst, men åt sydost är den bergig. Runt Nuevo Progreso är det ganska glesbefolkat, med 38 invånare per kvadratkilometer. Närmaste större samhälle är San Marcos, 5,1 km sydost om Nuevo Progreso. I omgivningarna runt Nuevo Progreso växer i huvudsak städsegrön lövskog.